# Helvetia (chi nhện)
Helvetia là một chi nhện trong họ Salticidae.